# Успаванка (народна лирска песма)
Успаванке се убрајају у обичајне и породичне народне лирске песме које су певају детету пред спавање како би имало лаке и пријатне снове. Најчешће их певају мајке, али и баке, сестре и тетке. 
Садржај успаванке усмерен је на исказивање љубави према детету, жељама да брзо одрасте и да увек буде здраво, лепо и срећно. 
Мајка Јову у ружи родила

Мајка Јову у ружи родила

ружица га на лист дочекала, 

бела вила у свилу повила, 

а пчелица медом задојила,

ластавица крилом покривала:

нек је румен ко ружа румена, 

нек је бијел ко бијела вила,

нек је радин ко пчела малена,

нек је хитар као ластавица.
Успаванке се певају још док је дете у колевци и кад није свесно садржине песме, али и касније када, већ од друге и треће године живота осећа делимично и смисао речи, али више мелодију. Ово потврђује и Милан Шевић у својој књизи Дечја књижевност српска: „[...] Мајке су и неразумној деци певале красне успаванке, касније им говориле, шта им поједини прсти казују, училе их молитвицама у везану слогу и другим детињским стиховима и сликовима, те тиме већ зарана будиле у њима естетичко чувство, и, док још нису знала честито ни говорити, навикавале на ритам и на благогласност”.

### Порекло успаванке
Може се претпоставити да успаванке воде порекло из прадавних времена, када је човек још производио само дифузне гласове. Касније се развијала под утицајем посленичких песама, као и свих оних код којих је био изразит производно-магијски карактер. 
У периоду варварства, успаванка се богатила садржином, а трагови магије су и даље били видљиви. Мајка се бојала урока, па је желела да заштити своје дете, нарочито за време сна: 
Спавај, чедо, родила те мајка

У горици ђе се легу вуци,

челица те медом задојила,

б’јела вила злату баба била, 

у свилене пелене повила,

мушкијем те опасала пасом, 

дала тебе капу вучетину,

вучју капу и од орла крило, 

и на капи свакојака биља,

а највише девојачког смиља,

кад ми будеш момак за женидбу,

да те нико урећи не може.

Спавај, спавај, сан те преварио,

прије тебе него твоју мајку,

сан у бешу, а несан под бешу,

уроци ти под ногама били,

моме злату ништа не удили,

наудили у гори хајдуку,

уроке ти вода однијела,

моме чеду здравља донијела,

донијела здравља и напредак,

да ми буде здраво и напредно!
У доба класне диференцијације друштва успаванка је изражавала одговарајуће жеље. Мајка је сада успаванком прижељкивала да јој дете живи богатим и раскошним животом. За свог сина није желела само лепу девојку, већ је хтела да се ороди са самим царем, јер је њеном сину приличила само царска ћерка. 
У неким успаванкама, поред тежње за богатим и раскошним животом, изражавана су и префињена осећања мајке одгајане у високим друштвеним редовима у доба нагомиланих материјалних богатстава путем робноновчане размене:
Нина, Јово, моје чедо драго!

Нина, нина, у шикли бешику,

Твоја беша на мору грађена,

А за скупе паре купована;

Градила је три мајстора млада:

Један теше, други бојатише,

Трећи меће сјајно огледало,

Да с’ огледа Јованова мајка,

Када шика у бешици Јова:

Нина, Јово, ти живио мајци!